# Дом архитектора С. В. Хомича
Дом архитектора С. В. Хомича — памятник градостроительства и архитектуры федерального значения в Томске. Деревянный городской особняк в русском стиле построен в 1904 году по проекту архитектора Станислава Хомича.
Здание расположено в юго-восточной части исторического центра Томска, по красной линии улицы Белинского. 

## История
Дом был построен в 1904 году по проекту архитектора Станислава Хомича, для проживания его семьи. Зодчий приехал в Томск в 1890-х годах, в 1891 году стал младшим архитектором при Томском городском совете. Первоначально обустраивал городские тюрьмы. Через пять лет получил повышение, временно исполнял обязанности губернского архитектора. В 1898 году официально вступил в должность. Работал губернским инженером и епархиальным архитектором, занимался частным проектированием.
На строительство здания архитектор потратил 50 тыс. рублей. Земельный участок жене архитектора, дочери статского советника, подарили родители в 1903 году. Поскольку особняк имел большие площади, часть здания сдавалась в аренду под частные квартиры. В частности, здесь жили подрядчик на строительстве Томской железной дороги Ф. Л. Бонди и архитектор А. И. Лангер. В 1914 году Хомич был обвинён в коррупции. После этого архитектор написал заявление об отставке и покинул Томск.
В 1923 году особняк был экспроприирован по решению Томского губисполкома и передан во владение Ю. Ф. Китца — хозяина колбасной фабрики и владельца нескольких домов в городе. В 1924 году в доме разместился Эксплуатационный техникум Томской железной дороги, позже некоторое время здесь размещалось студенческое общежитие Томского государственного университета. В 1930-х годах здание отдали под квартиры медицинских работников: врача-хирурга Л. И. Покрышкина, профессора А. Г. Сватиковой, доцента Томского медицинского института Д. Д. Яблокова.
Позже в особняке долгое время размещался Томский областной Дом ребёнка № 3, а затем (до 1985 года) Областная детская больница. Постановлением Совета Министров РСФСР от 1974 года дом был включён в число памятников архитектуры федерального значения.
В 1990-е годы особняк был передан Лицензионной палате решением губернатора Томской области. Условием передачи было обязательство провести реставрационные работы, которые состоялись в конце 1990-х — начале 2000-х годов. В настоящее время памятник занимают Лицензионная палата Томской области и Центр лицензирования и сертификации медицинской и фармацевтической деятельности.

## Архитектура
Дом деревянный на кирпичном подвальном этаже. В плане Г-образный. Объёмно-пространственное построение здания обогащено выступающими ризалитами, два из которых имеют сходство с эркерами из-за гранёных очертаний, верандами, балконами, тамбурами. Особо выразительный вид имеет веранда-эркер, примыкающая во втором этаже к углу постройки. Важное значение с художественной точки зрения занимает трактовка завершений зданий: многочисленные шпили, килевидные, полуциркулярные и треугольные фронтончики придают особую выразительность силуэту особняка. Благодаря им дом приобрёл некоторый «теремной» вид, что являлось влиянием «ропетовского» направления русского стиля. Важное значение в оформлении фасадов занимает обильная резьба по дереву.